# Michauxia laevigata
Michauxia laevigata är en klockväxtart som beskrevs av Étienne Pierre Ventenat. Michauxia laevigata ingår i släktet Michauxia och familjen klockväxter. Inga underarter finns listade i Catalogue of Life.